# Kafala
La kafala (en arabe: كَفَّلَ) est une procédure d'adoption spécifique au droit musulman qui correspond à une tutelle sans filiation. Un enfant – issu d’un milieu économiquement défavorisé, né hors mariage, etc. – est recueilli par une famille adoptive qui s’engage à l'élever comme son propre enfant. Cependant, l’enfant recueilli n'aura pas les mêmes droits d'héritage qu'un enfant légitime. L'adopté garde son patronyme d'origine et n’hérite pas automatiquement les biens de ses parents adoptifs. 
Il interdit ainsi l'adoption plénière et ses effets afin de préserver le nom patronymique de la famille, considérée comme pilier de la société. Cette particularité de l'interdiction de l'adoption dans l'islam est liée à la vie de Mahomet. La kafala est reconnue par la Convention relative aux droits de l'enfant de 1989.
La kafala désigne aussi le parrainage préalable à l'embauche des travailleurs étrangers dans les pays du golfe Persique. Dans le cadre du système de recrutement de la kafala (ici le programme « Kafala-Visa 18 » du Koweït), les étrangers ne sont autorisés à entrer et à prendre un emploi au Koweït que s'ils sont parrainés par un kafeel koweïtien (un parrain). La loi koweïtienne dispose que le kafeel et l'employeur d'un travailleur étranger doivent constituer une seule et même personne ; cependant, il existait en 2002 une pratique de plus en plus courante de « vente de visas », c'est-à-dire que le kafeel ne remplit plus le rôle d'employeur de l'étranger sous son parrainage. Au lieu de cela, certains kafeel vendent des visas au travailleur étranger (directement ou indirectement en les vendant à une agence de recrutement dans le pays d’origine de l’immigrant potentiel) avec la compréhension non écrite que l’étranger peut travailler pour un employeur autre que le parrain. Un tel visa est devenu connu sous le nom de « visa Azad (gratuit) ».

## Convention des droits de l'enfant
La kafala est expressément citée comme équivalent à l'adoption dans la Convention des droits de l'enfant des Nations Unies de 1989, en rapport avec l'abandon d'enfant, à l'article 20 (alinéa 3) :
1. Tout enfant qui est temporairement ou définitivement privé de son milieu familial, ou qui dans son propre intérêt ne peut être laissé dans ce milieu, a droit à une protection et une aide spéciale de l'État.
2. Les États parties prévoient pour cet enfant une protection de remplacement conforme à leur législation nationale.
3. Cette protection de remplacement peut notamment avoir la forme du placement dans une famille, de la « Kafala » de droit islamique, de l'adoption ou, en cas de nécessité, du placement dans un établissement pour enfants approprié. Dans le choix entre ces solutions, il est dûment tenu compte de la nécessité d'une certaine continuité dans l'éducation de l'enfant, ainsi que de son origine ethnique, religieuse, culturelle et linguistique.

## Les dispositifs de substitution à l'adoption
Dans la plupart des pays musulmans, où le droit musulman inspire, à un degré ou un autre, le système juridique, l'adoption n'existe pas en tant que telle (sauf en Turquie, Indonésie, Tunisie, ainsi qu'au Liban). Plusieurs dispositifs de substitution existent, dont en particulier la kafala (ou « recueil légal »). Celle-ci a pour effets la tutelle légale, instaurant un rapport de type filial mais sans créer de nouveaux liens de filiation. L'enfant recueilli est reconnu comme enfant légitime, sauf pour ce qui concerne la filiation et l'héritage. Il peut prendre le nom de son tuteur (ou kafil). Toutefois, l'enfant recueilli peut recevoir une part de l'héritage, selon la procédure du tanzil.
L'adoption est également utilisée, de façon plus discrète, dans certains pays du Maghreb (Maroc, Algérie, etc.), afin d'éviter un abandon d'enfant  la mère ne pouvant garder son enfant accepte qu'un homme marié le reconnaisse comme sien, évitant ainsi à celui-là d'être considéré comme enfant naturel. Il s'agit là d'une pratique à laquelle l'ONG SOS Villages d'enfants participe activement, permettant de trouver une issue convenable tant à la mère qu'à l'enfant. Utilisant un vocabulaire typiquement « économiste » et « pragmatique », le journal marocain L'Économiste écrivait ainsi, en 2010 :
« Déclenchée dès la confirmation de l’abandon, la kafala est donc considérée comme la meilleure option pour l’enfant. Mais en dehors de SOS village habilitée à la solliciter, les autres structures impliquées dans l’accueil d’enfants abandonnés ne sont pas dotées de cette aptitude. Elles peuvent toutefois participer activement à sa promotion. Depuis 2005, le nombre d’affaires relatives à la kafala traitées par la justice est en nette progression. Il est passé de 1 661 en 2005 à 2 261 en 2008. »

## Droit international privé:kafalaet adoption
La différence de régime entre la kafala et l'adoption constitue un casse-tête juridique dès lors qu'on se situe dans le contexte d'une adoption internationale. Si les parents sont nationaux d'un pays adoptant l'adoption, a fortiori l'adoption plénière, et qu'ils « adoptent » un enfant venant d'un pays où seul le régime de la kafala existe, faut-il admettre que cet enfant soit privé d'un lien de filiation légitime avec ses parents adoptants, conformément à la loi du pays où il est né, ou faut-il accepter de rompre avec le régime juridique de son pays natal, pour lui accorder une filiation de plein droit ? 
La question, loin d'être facile, connaît différentes réponses selon les pays (sachant que malgré une loi de 1972, la différence entre enfant légitime et naturel n'a été définitivement abolie, en France, que par une ordonnance de 2005 faisant suite à une condamnation de la Cour européenne des droits de l'homme; il s'agit là, par ailleurs, d'un conflit typique de normes en droit international privé, qu'on retrouve par exemple pour les « mères porteuses »).

### En France
Le sénateur Alain Milon (UMP) a déposé en mars 2011 une proposition de loi visant à autoriser l'adoption plénière d'enfants adoptés par des Français, et vivant en France, selon la procédure de la kafala, ce qui constituerait ainsi une rupture avec la loi de leur pays d'origine. Il s'est notamment appuyé, pour cela, sur l'exemple de l'Espagne, de l'Italie, de la Belgique et de la Suisse, qui autorisent une telle procédure. La question demeure débattue, et traverse les partis. Ainsi, en 2008, la sénatrice Verte Alima Boumediene-Thiery interpellait le gouvernement au sujet de l'octroi de visas aux enfants recueillis en kafala par des couples français. Le gouvernement répondait alors, par la voix d'Éric Besson :
« Madame la sénatrice, sachez que Mme la garde des sceaux partage pleinement votre souci de mieux prendre en considération la situation des enfants recueillis en France dans le cadre d’une kafala judiciaire marocaine ou algérienne. Cependant, elle appelle votre attention sur le fait que la kafala ne crée pas de lien de filiation. Cette procédure ne peut donc en aucun cas être assimilée à une adoption, les législations du Maroc et de l’Algérie ne reconnaissant pas ce mode de filiation.

Dans ces conditions, vous comprendrez que la loi française ne permette pas l’adoption d’un enfant qui n’est pas adoptable selon sa loi personnelle [allusion à l'art. 370-3 du Code civil préalablement cité par la sénatrice].
Toutefois, dès lors que l’enfant a été élevé pendant cinq ans en France par des Français, la nationalité française peut lui être accordée. La loi française lui étant alors applicable, l’enfant peut être adopté par ceux qui l’ont recueilli. Ce dispositif apparaît tout à fait équilibré.

Mme la garde des sceaux observe d’ailleurs que le rapport sur l’adoption en France remis au Président de la République le 19 mars 2008 par M. Colombani ne prévoit aucune modification législative sur ce point, mais préconise de s’orienter vers des mécanismes de coopération avec les pays d’origine, notamment en vue de faciliter la délivrance de visas au profit des enfants concernés. Ces conclusions rejoignent celles qui ont été formulées par le groupe de travail chargé de réfléchir au statut des enfants recueillis par kafala, mis en place par le ministère de la justice en février 2007, en liaison avec les autres ministères concernés. Elles font actuellement l’objet d’une concertation à l’échelon interministériel. »

### Modifications de la loi de 2016
Modification de l'article 21-12 par la loi n° 2016-297
L'article 21-12 du Code civil offre depuis la loi du 26 novembre 2003 une possibilité de contourner l'interdiction de l'adoption par l'effet de l'acquisition de la nationalité française. Ainsi, l'enfant recueilli en France depuis au moins cinq ans et élevé par une personne de nationalité française, pouvait réclamer la nationalité française et obtenir sa naturalisation.
L'article 21-12 du code civil, modifié par la loi n°2016-297 du 14 mars 2016 relative à la protection de l'enfant, réduit le délai de cinq ans à trois ans :
« L'enfant qui a fait l'objet d'une adoption simple par une personne de nationalité française peut, jusqu'à sa majorité, déclarer, dans les conditions prévues aux articles 26 et suivants, qu'il réclame la qualité de Français, pourvu qu'à l'époque de sa déclaration il réside en France.
Toutefois, l'obligation de résidence est supprimée lorsque l'enfant a été adopté par une personne de nationalité française n'ayant pas sa résidence habituelle en France.
Peut, dans les mêmes conditions, réclamer la nationalité française :
1° L'enfant qui, depuis au moins trois années, est recueilli sur décision de justice et élevé par une personne de nationalité française ou est confié au service de l'aide sociale à l'enfance ;
2° L'enfant recueilli en France et élevé dans des conditions lui ayant permis de recevoir, pendant cinq années au moins une formation française, soit par un organisme public, soit par un organisme privé présentant les caractères déterminés par un décret en Conseil d'Etat. »
Désormais, l'enfant recueilli par un Français tout comme celui confié au service de l'aide sociale à l'enfance pourra acquérir la nationalité française après un délai de trois ans.
Une fois français, l'enfant n'est plus soumis à sa loi personnelle qui interdit l'adoption mais sera soumis à la loi française et pourra être adopté. Les parents par kafala citoyens  français choisissent régulièrement de faire une adoption simple ou plénière afin de sécuriser le statut de l'enfant en France, créer un lien de filiation, et permettre l'héritage.

## Variantes de lakafaladans divers pays musulmans, parrainage à l'embauche

### Aux Émirats arabes unis
Comme toute institution juridique, la kafala connaît des variantes. Certains pays musulmans sont allés jusqu'à légaliser l'adoption plénière, d'autres ont trouvé des procédures intermédiaires. Enfin, dans les Émirats arabes unis, la kafala est utilisée comme une sorte de sponsorship obligatoire avant d'ouvrir une entreprise ou de se faire embaucher sur place (les nombreuses zones franches créées dans les EAU, et notamment à Dubaï, échappent cependant à cette règle de la kafala).

### Au Qatar
La kafala telle qu'elle est pratiquée au Qatar est considérée par de nombreux observateurs comme une forme moderne d'esclavage,,,,. Elle est notamment appliquée dans le cadre des chantiers de la Coupe du monde de football de 2022, où sont morts plusieurs milliers de travailleurs immigrés,,,,,. Le système est réformé le 30 octobre 2015. Cette réforme devait entrer en vigueur le 1er janvier 2017.

### Au Liban
Au Liban, la kafala est devenue la forme moderne de l'esclavagisme et de travail clandestin. Elle touche 170 000 à 250 000 personnes selon une estimation de l'OIT. Elle concerne principalement des femmes, originaires d'Afrique ou des Philippines, dont beaucoup sont violées,,,. Les personnes soumises à ce système ne bénéficient pas de salaire minimum ou de quota d’heures de travail. Elles ont peu d’accès aux soins, et pas de papiers. Si l’employeur disparaît, elles n’ont plus ni séjour légal, ni logement, ni ressources. 
Elle est devenue particulièrement visible lors des bombardements israéliens au Liban en 2024, lorsque des milliers de femmes trainent dans la rue, leurs maîtres ayant fui le domicile sans les domestiques. Étant en situation irrégulière et désargentés, ces domestiques n'osent même pas demander une aide alimentaire. Les domestiques tuées dans les bombardements ne sont pas mêmes prises en compte dans le bilan des victimes communiqué par l’État libanais,,.